# نبرد لوتتیا
نبرد لوتتیا که با عنوان نبرد آگندیکوم نیز شناخته می‌شود، نبردی در سال ۵۲ پیش از میلاد در جریان جنگ‌های گالی بین نیروهای جمهوری روم و ائتلاف ضد رومی گال‌ها در دشت گرنل در محل پاریس کنونی، بود که منجر به پیروزی رومی‌ها شد.
هنگامی که ژولیوس سزار با شش لژیون از آواریکوم به سمت جنوب می‌رفت، تیتوس لابینوس را با چهار لژیون رو به شمال به سمت رود سن فرستاد. پس از آن که لابینوس از رود سن گذر کرد خبر شکست سزار در نبرد گرگوویا به او رسید. در این حال نیرویی از گال‌ها به رهبری کامولوژن مسیر ارتباطی لابینوس را در جنوب رود سن سد کردند. لابینوس با انصراف از اهداف شمالی، از رود سن به سمت جنوب گذشتند و به دشمن حمله برد. نیروهای‌های کارآزموده رومی راه خود را از بین خطوط دشمن گشودند و ضمن وارد تلفات سنگین به گل‌ها، کامولوژن را کشتند. لابینوس با بازگشت به پایگاه خود در آگندیکوم به سزار ملحق شد.